# Pitkäkari (klippor)
Pitkäkari är öar i Finland. De ligger i Skärgårdshavet och i kommunen Nådendal i landskapet Egentliga Finland, i den sydvästra delen av landet. Öarna ligger omkring 15 kilometer sydväst om Åbo och omkring 160 kilometer väster om Helsingfors.
Arean för den av öarna koordinaterna pekar på är 1,7 hektar och dess största längd är 260 meter i sydöst-nordvästlig riktning. Runt Pitkäkari är det tätbefolkat, med 735 invånare per kvadratkilometer. Närmaste större samhälle är Åbo, 14,3 km nordost om Pitkäkari.